# خاویر کاستیخو
خاویر کاستیخو (انگلیسی: Javier Castillejo؛ زادهٔ ۲۲ مارس ۱۹۶۸) بوکسور اهل اسپانیا بود.